# Tigerair Taiwan
Tigerair Taiwan (čínsky: 臺灣虎航) je nízkonákladová aerolinka se sídlem na Mezinárodním letišti Tchaj-wan Tchao-jüan. Společnost vznikla jako joint-venture mezi China Airlines Group a Budget Aviation Holdings.

## Historie
V říjnu roku 2013 Sun Hung-Hsiang oznámil, že společnost China Airlines jedná se zahraničními nízkonákladovými společnostmi o startu základny na Tchaj-wanu. A v prosinci 2013 bylo rozhodnuto rozhodnuto o vytvoření joint-venture mezi China Airlines a singapurskou nízkonákladovou společností Tigerair. Součástí dohody bylo i rozdělení akcií – 90 % získala China Airlines a 10 % Tigerair. Později China Airlines odkoupila zbytek akcií a vlastní 100 % akcií (20 % přes sesterské společnosti). Od prosince 2019 jsou akcie společnosti obchodovány na burze v Tchaj-peji.[ujasnit]

## Flotila

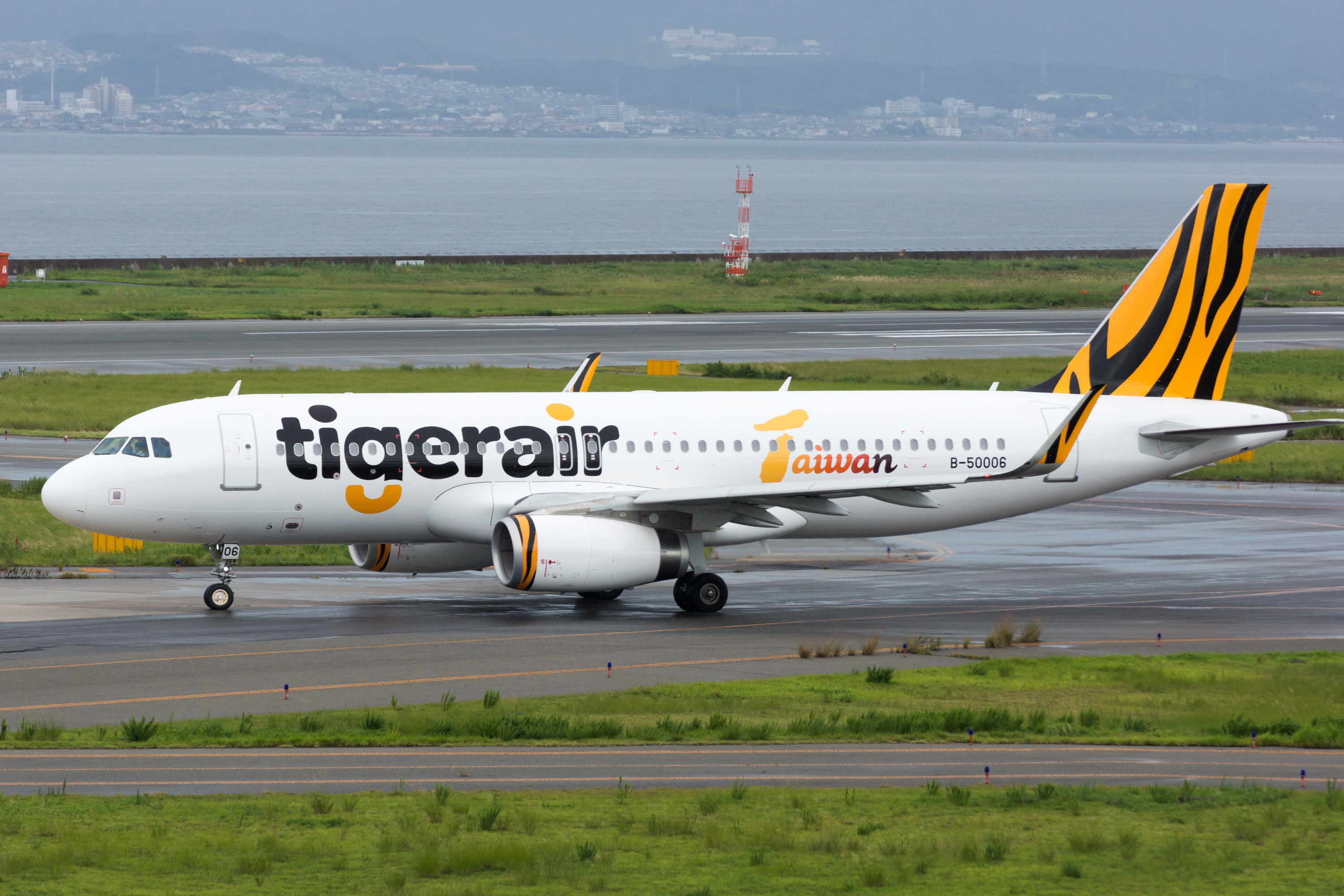
Airbus A320 společnosti Tigerair

K březnu 2020 měla společnost následující flotilu:
| Letadlo         | Počet | Objednané |
| --------------- | ----- | --------- |
| Airbus A320-200 | 11    | —         |
| Airbus A320neo  | —     | 15        |
| Celkem          | 11    | 15        |